# AN/AWG-10

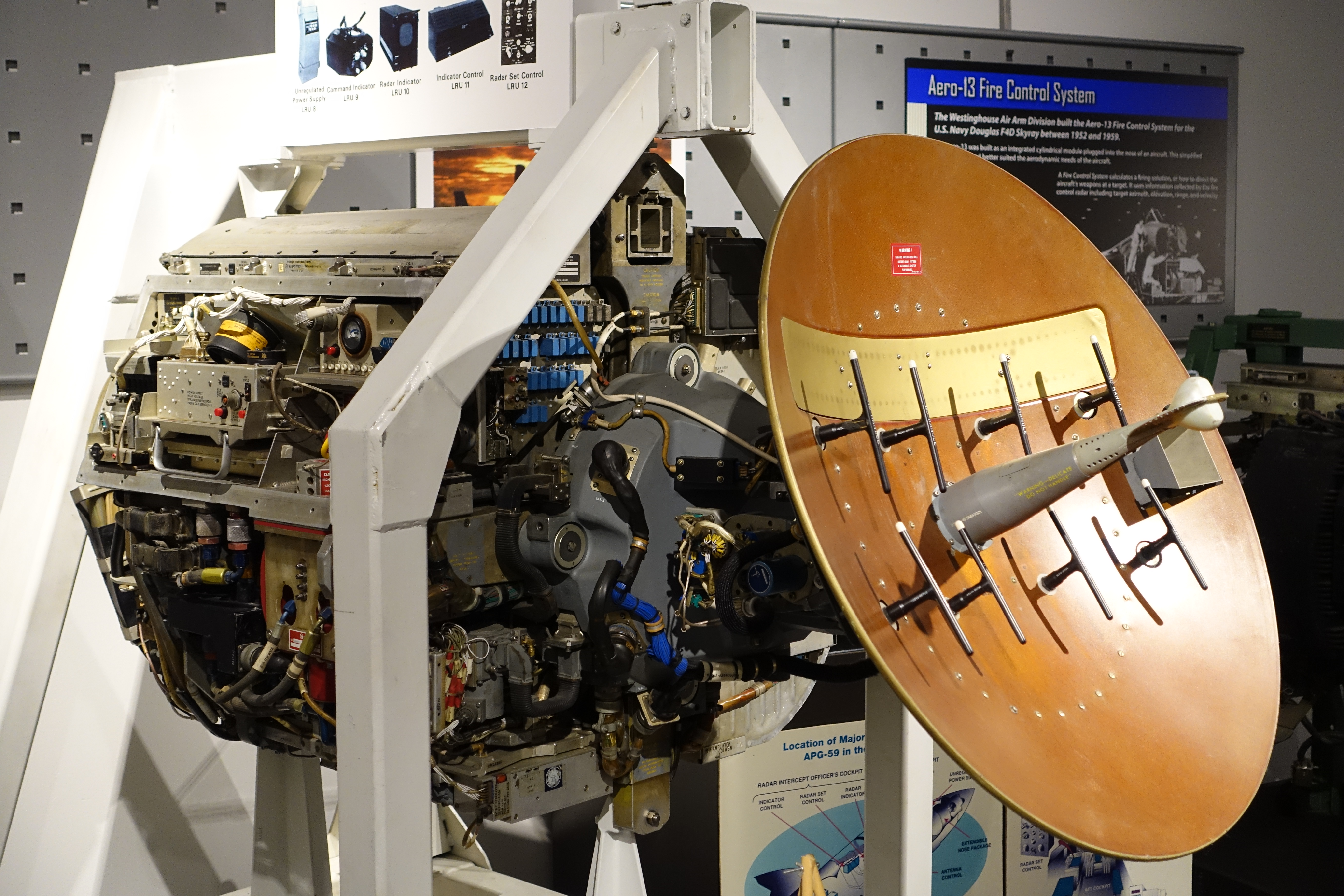
国立航空宇宙博物館に展示されているAN/AWG-10

AN/AWG-10は、ウェスティングハウス・エレクトリック社が開発した火器管制レーダー・システム。レーダー部分はAN/APG-59と称される。アメリカ海軍のF-4 ファントムII艦上戦闘機に搭載されており、パルスドップラー処理によって初の実用的なルックダウン能力を備えたレーダーとなった。

## 概要
1963年、ウェスティングハウスはF-4用のAWG-10ミサイル・コントロール・システムの製造を受注し、1966年より引き渡しが開始された。
AWG-10は要撃機用レーダーとして初めて回路をトランジスタ化していると称されている。全天候性を備え、スパローおよびサイドワインダー空対空ミサイルを誘導するための索敵と追跡データを提供する。これは、パルスドップラー処理によるルックダウン能力と包括的なビルトイン・テスト（BIT）システムを含む最初のマルチモード・レーダー・セットであった。
1973年、ウェスティングハウスはAWG-10の能力向上・信頼性向上改修を受注し、これによって開発されたシステムはAN/AWG-10Aと称された。送信機は固体化され、クライストロンを用いた増幅器が導入された。またデジタルコンピュータも導入された。列線交換ユニット（LRU）のうち3つのみがAWG-10と同一であり、6つが新規導入、7つが削除された。
またイギリス向けのAWG-10の派生型として、F-4Kおよび-4Mへの搭載用にAN/AWG-11およびAWG-12が派生した。後にAWG-10Aが開発されると、これに準じた改良が施された。